# 7번방의 선물
《7번방의 선물》은 이환경 감독의 2013년 대한민국의 코미디 드라마 영화이자 천만 관객 돌파 영화이다. 류승룡, 갈소원, 박신혜, 오달수, 박원상, 박상면, 김정태, 정만식, 김기천 등이 출연했다. 제작은 김민기, 이상훈, 프로듀서는 임민섭, 각본은 이환경, 김황성, 김영석이며, 제작사는 화인웍스, 배급은 넥스트 엔터테인먼트 월드이다. 억울하게 누명을 쓰고 교도소에 수감되어 7번방에 들어오는 딸바보 지적장애인 아빠 용구(류승룡)와 이런 아빠를 따라 몰래 7번방에 들어가는 예승(갈소원, 박신혜)의 희생과 사랑 이야기를 담고 있다.
이 영화는 1972년 9월 27일 강원도 춘천시 우두동에서 춘천경찰서 역전파출소장의 초등학교 2학년 9살 딸이 강간 살해 당한 사건의 범인으로 무고한 정원섭을 고문하여 허위자백을 받아낸 춘천 강간살인 조작 사건을 모티브 기반으로 제작되었다.
4개월 간 촬영한 후 2012년 12월까지 편집이 마무리되었고, 이듬해인 2013년 1월 23일 개봉했다. 개봉과 함께 빠른 흥행 가도를 보였고, 개봉한지 한 달 만인 2월 23일 1000만 관객을 돌파하였다.

## 줄거리
1997년 사건 충격으로 지적장애를 앓고 있는 아버지 이용구는 딸 예승을 위해 세일러문 캐릭터가 그려진 노란색 가방을 사는 것을 꿈꾸며, 매일같이 가방 가게 앞에 들른다. 하지만 마지막으로 하나 남은 가방은, 결국 경찰청장의 딸의 것으로 넘어간다. 그 가방을 예승에게 사주고 싶었던 용구는 세일러문 가방을 메고 있던 경찰청장의 딸에게 집적대다가 경찰청장에게 맞는다. 다음 날, 용구가 마트 주차요원으로 근무하여 받은 월급을 계산하던 도중 가방을 사갔던 경찰청장의 딸을 만나고, 가방을 멘 아이는 용구에게 자신을 따라오라고 한다. 세일러문 가방을 파는 다른 곳을 알려주려고 전통시장의 골목길을 뛰어가던 아이는 스스로 빙판에 미끄러져 넘어지면서 뒤통수가 깨지고 떨어진 벽돌에 맞아 사망하고 만다. 아이를 따라갔던 용구는 목격자의 신고에 따라 경찰청장의 폭력에 대한 보복으로 아이를 살해, 강간한 것으로 억울하게 누명을 쓰고 결국 사형선고를 받아 성남교도소에 입감된다. 집에 혼자 남은 예승은 보육원으로 들어가게 된다.
성남 교도소에 있던 용구는 어느 날 같은 방을 쓰던 방장을 살리게 되고 방장은 용구에게 원하는 것을 말하라고 한다. 용구가 딸이 필요하다고 하자, 다른 수형자들의 도움으로 예승을 몰래 교도방으로 들여온다. 하지만 얼마 안 가 납치범에게 아들을 잃은 보안과장에게 이 사실이 발각되어 용구는 과장으로부터 미움을 받지만, 다른 재소자 박상면이 저지른 방화로 죽을 뻔한 보안과장을 용구가 구하자 과장 역시 생각이 달라져 용구를 도우려고 한다. 결국 모든 재소자들이 용구의 누명을 벗겨주기 위해 탄원서를 작성하고, 용구가 재심 법정에서 말해야 할 말들을 미리 준비하여 알려준다. 그러나 국선 변호사의 무성의한 변론 진행과 경찰청장의 협박·폭행으로 용구는 정작 현장에서 준비해갔던 말들을 이야기하지 못 하고, 거짓 자백을 하며 재심에서도 사형 선고를 받는다.
마지막 방법으로 다른 수형자들이 열기구를 만들어 예승과 용구를 탈출시키려고 하지만, 열기구가 교도소의 담에 걸려 넘지 못 해 실패하고 만다. 결국 1997년 12월 23일, 예승의 생일에 용구의 사형이 집행되고, 14년 후 성인이 된 예승은 사법연수생이 되어 2012년 12월 23일 열린 모의 국민참여재판에서 아버지의 누명을 벗기는 것으로 영화는 막을 내린다.

## 출연
- 류승룡 - 이용구
- 갈소원 - 어린 이예승
- 박신혜 - 성인 이예승
- 오달수 - 소양호
- 박상면 - 박상면
- 김정태 - 강만범
- 정만식 - 신봉식
- 김기천 - 서노인
- 정진영 - 장민환(교도소장)
- 강승완 - 애꾸
- 성창호 - 마트직원
- 여무영 - 모의법정 판사
- 김윤찬 - 교육장 누워있는 사람
- 조덕현 - 경찰청장
- 강예서 - 최지영
- 신윤정 - 파란 노스 역

## 제작
처음 시나리오는 2008년 쓰기 시작하였다. 이환경 감독은 딸 이예승과 함께 호흡을 맞췄다고 하였으며, 가령 딸에게 ‘예승이 같으면 이럴 경우 뭐라고 할 것 같아?’고 묻고 대답을 시나리오에 반영했다고 한다. 극중의 예승도 딸의 이름에서 가져왔다고 한다. 등장인물 용구는 28세에 죽은 이환경 감독의 친구이며, 연극 배우였다고 한다. 그 친구를 영화에서의 이름으로라도 못다 피운 꽃을 활짝 피워주고 싶어서 주인공의 이름을 이용구로 지었다고 한다. 어린이 합창단 연습 장면에는 이환경 감독의 큰딸이 다니는 초등학교 합창부 학생들이 출연했고, 진짜 딸인 예승도 함께 출연했다고 한다. 용구가 7번방 동료들에게 예승을 소개할 때 “12월 23일 14시 28분 태어났어요. 2.1kg”이라고 말하는데, 이 중 날짜만 다를 뿐 시간과 몸무게는 실제 예승과 같다고 한다. 또한, 이환경 감독의 아들 예준(1)은 사진으로 등장한다. 신봉식 (정만식)이 딸 사진을 보고 감격하는 장면에서 비쳐지는 사진 속 아기가 예준이라고 한다. 이환경 감독의 부인도 영화 곳곳에 영향을 미쳤는데, 예승의 담임 (정한비)의 극중 성명이 김윤희인데 실제 이 감독의 부인 이름이라고 한다. 또 아침에 해피마트로 출근하는 용구를 따라나온 예승이가 용구에게 “수돗물 먹지 말고 끓인 물 먹어. 아니면 정수기”라고 말하는데, 부인이 딸 초등학교 저학년 때까지 예승에게 입버릇처럼 한 말이라고 한다. 극중 예승의 엄마에 대한 언급이 전혀 없어 영화를 본 많은 관객들이 궁금해하는데, 처음 시나리오에는 용구의 과거사가 존재했다. 용구는 원래 나이트 클럽 주방보조원으로 일했고, 그 곳에서 일하는 한 무용수를 알게 되어 서로 애정과 연민을 느끼며 함께 살게 된다. 그러던 중 태어난 딸이 바로 예승이다. 영화에는 등장하지 않고 언급하지 않았지만 집에 불이 났고 예승이를 먼저 구하려다 아내를 잃고 말았다.
한편, 영화는 2012년 크리스마스 때 개봉하려고 했으나, 태풍 볼라벤으로 촬영장이 무너져 연기되었으며, 처음 영화의 제목은 12월 23일이었다고 한다.

## 평가 및 동원 관객수
맥스무비 신상민 기자는 "개봉 시기가 다소 늦어지기는 했지만 추운 겨울 가슴 따뜻한 훈훈함을 느낄 수 있는 감동이 있는 영화"라고 평가했다.무비조이의 이현아 기자는 영화 내용에 대해 "너무나 단조롭고 뻔한 이야기구조를 가지고 있다"면서, "그 설정이나 내용이 어찌되었든 ‘이게 진짜구나’하고 생각 할 수 있어야 하는데 《7번방의 선물》은 그렇게 만들지 못 했다"라고 평가했으나, 배우들의 열연으로 '관객들을 충분히 웃기고 울리는 영화'라고 정리하였다.
영화 개봉 7일 만에 100만 명의 관객이, 14일차에는 450만 명이 관람하였다. 22일차에는 750만 명이 관람하여, 빠른 흥행속도를 보였다. 2월 23일 1000만 관객을 돌파하여 역대 한국영화 사상 여덟 번째로 1000만 관객을 기록한 영화가 되었다. 3월 9일, 1200만 관객을 기록하였고, 3월 15일 《광해, 왕이 된 남자》를 넘어 한국영화 역대 흥행기록 3위에 올랐다.

## 수상
- 2013년 제50회 대종상
  - 남우주연상 - 류승룡
  - 시나리오상 - 이환경
  - 기획상
  - 심사위원특별상 - 갈소원
- 2013년 제33회 한국영화평론가협회상
  - 여우조연상 - 박신혜
- 2013년 제49회 백상예술대상
  - 영화부문 대상 - 류승룡
  - 영화부문 여자인기상 - 박신혜
- 2013년 제34회 청룡영화상
  - 한국영화 최다관객상
- 2013년 제21회 대한민국문화연예대상
  - 영화부문 대상 - 류승룡
  - 영화부문 남자 최우수연기상 - 오달수
- 2014년 제9회 맥스무비 최고의 영화상
  - 최고의 여자신인배우상 - 갈소원
- 2014년 제34회 황금촬영상
  - 작품상
  - 남우조연상 - 오달수

## 촬영 장소
- 수내초등학교

## 같이 보기
- 대한민국의 영화 흥행 기록
- 춘천 강간살인 조작 사건